# An Hermans (1979)
An Hermans (Turnhout, 8 oktober 1979) is een Belgisch Vlaams-nationalistisch politica voor de N-VA.

## Biografie
Beroepshalve werd An Hermans lerares grafische technieken in het Heilig Grafinstituut in Turnhout, waar ze ook aanvang- en stagebegeleider werd voor beginnende leerkrachten.
Ze groeide op in een politiek actieve familie. Haar grootvader Vic Hermans was oprichter van de Volksunie-afdeling van Arendonk en zetelde daar van 1977 tot 1988 in de gemeenteraad. Nadien zetelde haar vader Herman Hermans van 1989 tot 2006 voor de Volksunie en de N-VA in de gemeenteraad van Arendonk. Bij de verkiezingen van oktober 2006 nam An Hermans de fakkel van haar vader over en kwam ze op voor de kartellijst van CD&V-N-VA. Hermans werd verkozen en zetelt sinds januari 2007 als gemeenteraadslid.
Vanaf 2010 ging de N-VA in Arendonk als zelfstandige partij verder. Twee jaar later, bij de verkiezingen van oktober 2012, werd de partij de grootste in Arendonk. Er werd een bestuursakkoord gevormd met CD&V en in het schepencollege onder leiding van haar partijgenoot Kristof Hendrickx werd Hermans schepen van Onderwijs, Werk, Sport en Feestelijkheden. In oktober 2018 werd de coalitie tussen N-VA en CD&V hernieuwd en nadien werd An Hermans schepen van Sport, Cultuur, Erfgoed, Toerisme en Dierenwelzijn.
In oktober 2024 was uittredend burgemeester Kristof Hendrickx geen kandidaat meer voor een hernieuwing van zijn mandaat. Hermans werd in zijn plaats lijsttrekker voor de N-VA in Arendonk en was zodoende dus kandidaat-burgemeester. De N-VA belandde na de verkiezingen echter in de oppositie.
Bij de Vlaamse verkiezingen van juni 2024 stond zij als tweede opvolger op de N-VA-lijst in de kieskring Antwerpen. In februari 2025 ging ze effectief als Vlaams Parlementslid zetelen ter vervanging van Jan Jambon, die federaal minister werd. Hermans werd in het Vlaams Parlement lid van de commissie Landbouw, Visserij en Plattelandsbeleid en de commissie Cultuur, Jeugd, Sport en Media.